# Къпиново (област Велико Търново)
 Тази статия е за селото в област Велико Търново.  За селото в област Добрич вижте Къпиново (област Добрич).  
Къпиново е село в Северна България. То се намира в община Велико Търново, област Велико Търново.

## Население
Численост на населението според преброяванията през годините:
| \| Година на преброяване \| Численост \| \| --------------------- \| --------- \| \| 1934 \| 1413 \| \| 1946 \| 1373 \| \| 1956 \| 1012 \| \| 1965 \| 793 \| \| 1975 \| 678 \| \| 1985 \| 475 \| \| 1992 \| 419 \| \| 2001 \| 345 \| \| 2011 \| 296 \| \| 2021 \| 324 \| |           |
| Година на преброяване | Численост |
| 1934 | 1413      |
| 1946 | 1373      |
| 1956 | 1012      |
| 1965 | 793       |
| 1975 | 678       |
| 1985 | 475       |
| 1992 | 419       |
| 2001 | 345       |
| 2011 | 296       |
| 2021 | 324       |

### Етнически състав
Преброяване на населението през 2011 г.
Численост и дял на етническите групи според преброяването на населението през 2011 г.:
|                     | Численост | Дял (в %) |
| Общо                | 296       | 100.00    |
| Българи             | 263       | 88.85     |
| Турци               | 8         | 2.70      |
| Цигани              | 5         | 1.68      |
| Други               | 3         | 1.01      |
| Не се самоопределят | 1         | 0.33      |
| Неотговорили        | 16        | 5.40      |

## Културни и природни забележителности
До селото е разкопана тракийска могила с надпис, публикуван от Диана Гергова.
В близост до селото се намира Къпиновският девически манастир.
Селото е домакин на ежегоден рокерски събор, с който традиционно се открива летният рокерски сезон. Посещаемостта му е достигала 12 000 мотористи от страната и чужбина.

## Личности
- Хаджи Йордан Денчев Петков-Комитата (1853-1933) – четник в четата на Христо Ботев и на Филип Тотю. Участник в Сръбско-турската война. Доброволец в Освободителната война. Заселва се в село Бракница, Поповско. На 1 май 1878 г. се записва като доброволец в първия български набор войници. Участва в Сръбско-българската война – 1885 г. Произведен е в чин старши подофицер и е награден с кръст за храброст. В село Бракница се проявява като голям общественик. Става първия кмет на селото, дава средства за построяване на църквата, основател е и дарител на местното читалище и потребителска кооперация. Умира на 14 декември 1933 година. Като израз на дълбоката си почит към него съселяните му го погребват в черковния двор на селото.